# التوبه، حماة
التوبه (به عربی: التوبة) یک روستا در سوریه است که در ناحیه سلحب واقع شده‌است. التوبه ۱٬۰۴۵ نفر جمعیت دارد.